# Hinsingen
Hinsingen ist eine französische Gemeinde mit 81 Einwohnern (Stand 1. Januar 2021) im Département Bas-Rhin in der Region Grand Est (bis 2015 Elsass).

## Geschichte
Der Ort wurde 1328 erstmals als Heyngesingen erwähnt, befand sich in der Grafschaft Saarwerden und gelangte im 15. Jahrhundert durch Erbschaft in den Besitz der Grafen von Nassau-Saarbrücken. Der Ort und das Schloss lagen ursprünglich in einer Talsenke, jedoch wurde der heutige Ort nach Zerstörung im Dreißigjährigen Krieg und längerer Verwüstung im späten 17. Jahrhundert auf Höhe des Hügels neu erbaut.
Hinsingen im heutigen Département Bas-Rhin wurde manchmal mit dem im heutigen Département Moselle liegenden Schloss Hingsingen 25 Kilometer westlich von Hinsingen verwechselt.

## Wappen
Geteilt: oben in Schwarz ein wachsender silberner Adler mit goldenem Schnabel und roter Zunge, unten in Silber ein schreitender (schwarzer) Rabe.
Das Wappen zeigt im oberen Teil den Adler der Grafen von Saarwerden, im unteren Teil – bedingt durch Verwechslung mit Hingsingen – den Raben der Herren von Helmstatt.

### Bevölkerungsentwicklung
| Jahr      | 1962 | 1968 | 1975 | 1982 | 1990 | 1999 | 2006 | 2008 | 2012 | 2014 |
| Einwohner | 92   | 106  | 96   | 96   | 82   | 72   | 91   | 84   | 84   | 86   |